# Paramount-Long Meadow
Paramount-Long Meadow – jednostka osadnicza w Stanach Zjednoczonych, w stanie Maryland, w hrabstwie Washington.